# Kiến Tường, Tây Ninh
Kiến Tường là một phường thuộc tỉnh Tây Ninh, Việt Nam.

## Địa lý
Phường Kiến Tường có vị trí địa lý:
- Phía đông giáp xã Bình Hòa.
- Phía tây giáp xã Tuyên Thạnh.
- Phía nam giáp xã Mộc Hóa.
- Phía bắc giáp xã Bình Hiệp.

Phường Kiến Tường có diện tích tự nhiên là 26,28 km², quy mô dân số năm 2025 là 23.738 người.

## Lịch sử

### Năm 2025
- Ngày 12 tháng 6 năm 2025, Quốc hội khóa XV ban hành Nghị quyết số 202/2025/QH15 về việc sắp xếp đơn vị hành chính cấp tỉnh[4]. Theo đó, sắp xếp toàn bộ diện tích tự nhiên, quy mô dân số của tỉnh Long An và tỉnh Tây Ninh thành tỉnh mới có tên gọi là tỉnh Tây Ninh.

- Ngày 16 tháng 6 năm 2025, Ủy ban Thường vụ Quốc hội khóa XV ban hành Nghị quyết số 1682/NQ-UBTVQH15 về việc sắp xếp các đơn vị hành chính cấp xã của tỉnh Tây Ninh năm 2025[5]. Theo đó, sắp xếp toàn bộ diện tích tự nhiên, quy mô dân số của Phường 1, Phường 2 và Phường 3 (thị xã Kiến Tường) thành phường mới có tên gọi là phường Kiến Tường.

## Đô thị

### Năm 2007
- Ngày 19 tháng 4 năm 2007, Bộ Xây dựng ban hành Quyết định số 591/QĐ-BXD ngày 19 tháng 4 năm 2007 về việc công nhận thị trấn Mộc Hóa là đô thị loại IV[6].

### Năm 2023
- Ngày 23 tháng 8 năm 2023, Bộ Xây dựng ban hành Quyết định 879/QĐ-BXD về việc công nhận thị xã Kiến Tường, tỉnh Long An là đô thị loại III[7].